# هاوگالند کرفت
هاوگالند کرفت (انگلیسی: Haugaland Kraft) شرکت دولتی خدمات برق نروژی است، که در سال ۱۹۹۸ تأسیس شد.